# 触媒化学
触媒化学（しょくばいかがく、英語：chemistry of catalysis、catalyst chemistry）は、触媒の構造や性質、触媒反応の反応機構、触媒の設計などを取り扱う化学の一分野。具体的には、活性成分と担体や助触媒を組み合わせることによる効率的な触媒の開発、触媒の形状や形態別の性質の解明、電子顕微鏡やX線回折などによる触媒の構造解析やさらに反応機構解明などを行う。比較的工学的色彩が強い化学の一分野である。

## 化学における位置づけ
触媒は、大きく不均一系触媒と均一系触媒に分けることができる。前者において反応は触媒表面で進行するため、界面化学が重要となる。後者は、多くの場合溶液内で反応が進行するため、溶液化学の知識が必要となる。また触媒化学では様々な速度論的もしくは分光学的手法を用いた反応の解析がしばしば行われるため一般に物理化学の広範な知識を必要とし、さらに触媒反応は多くの場合有機化合物が反応に関与するので、有機化学の知識も必要である。酵素触媒に関しては、生化学分野とも密接な関連がある。
触媒化学の応用範囲は幅広いが、石油化学、石炭化学やC1化学など、触媒反応を用いて化学製品を作るような学問にとって必須の存在である。

## 歴史
触媒の利用の歴史は古い。特に酵素触媒はチーズにおけるレンネットとしてかなり古くから用いられていた。また、酸触媒によってアルコールからエーテルが合成されることは知られていた。しかし、定量分析が確立していない時代においては触媒反応と量論反応の区別がつかず、触媒という概念は生まれなかった。
触媒はジョゼフ・プリーストリーによって18世紀に発見された。それは粘土によってエタノールがエチレンになるというものである。そして、イェンス・ベルセリウスが、何らかの作用によって結合を切断する作用のことをギリシア語の解くという言葉から触媒作用(catalysis)と呼んだ。ここからが触媒化学の始まりといえるであろう。
触媒は、特殊な触媒力とでもいうべき力によって触媒作用を生み出していると考えられていたが、ヴィルヘルム・オストワルトが触媒の定義を「反応速度を変えるが、平衡を変えないもの」とした。そして、その定義から酸や塩基が触媒であることが認知された。
化学工業が発展するにつれて、オストワルト法やハーバー・ボッシュ法によって化学製品が作られるようになった。化学製品を経済的に生産するために触媒は必須の存在であり、社会の要求によって触媒プロセスが開発されていった。たとえば、アルケンを重合させるチーグラー・ナッタ触媒等である。
現在は窒素酸化物や硫黄酸化物を無害化する触媒や、メタンから様々な化学製品を作る触媒プロセス等の研究が行われている。